# Concilio de Trento

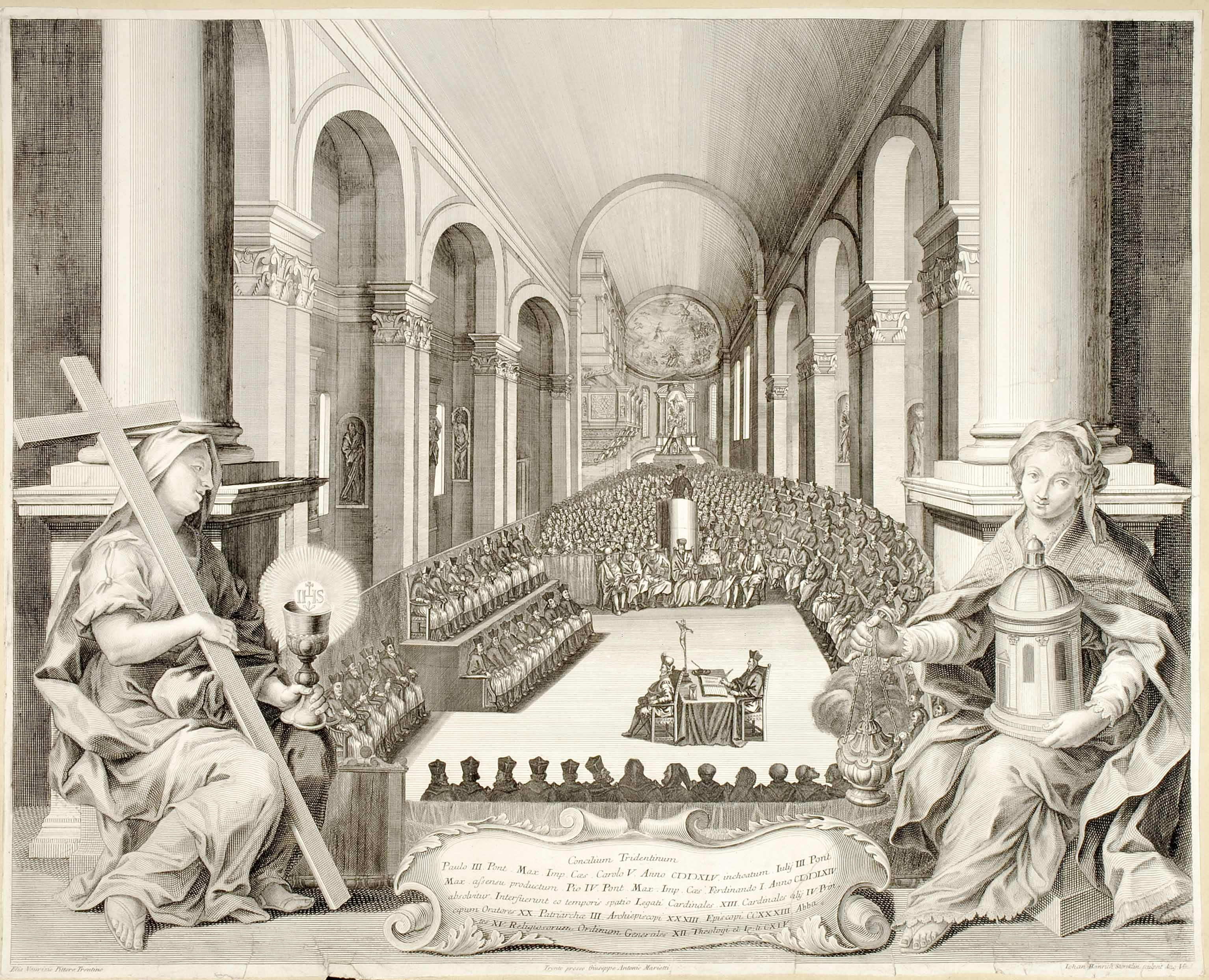
El Concilio en una calcografía de Elia Naurizio publicada en el

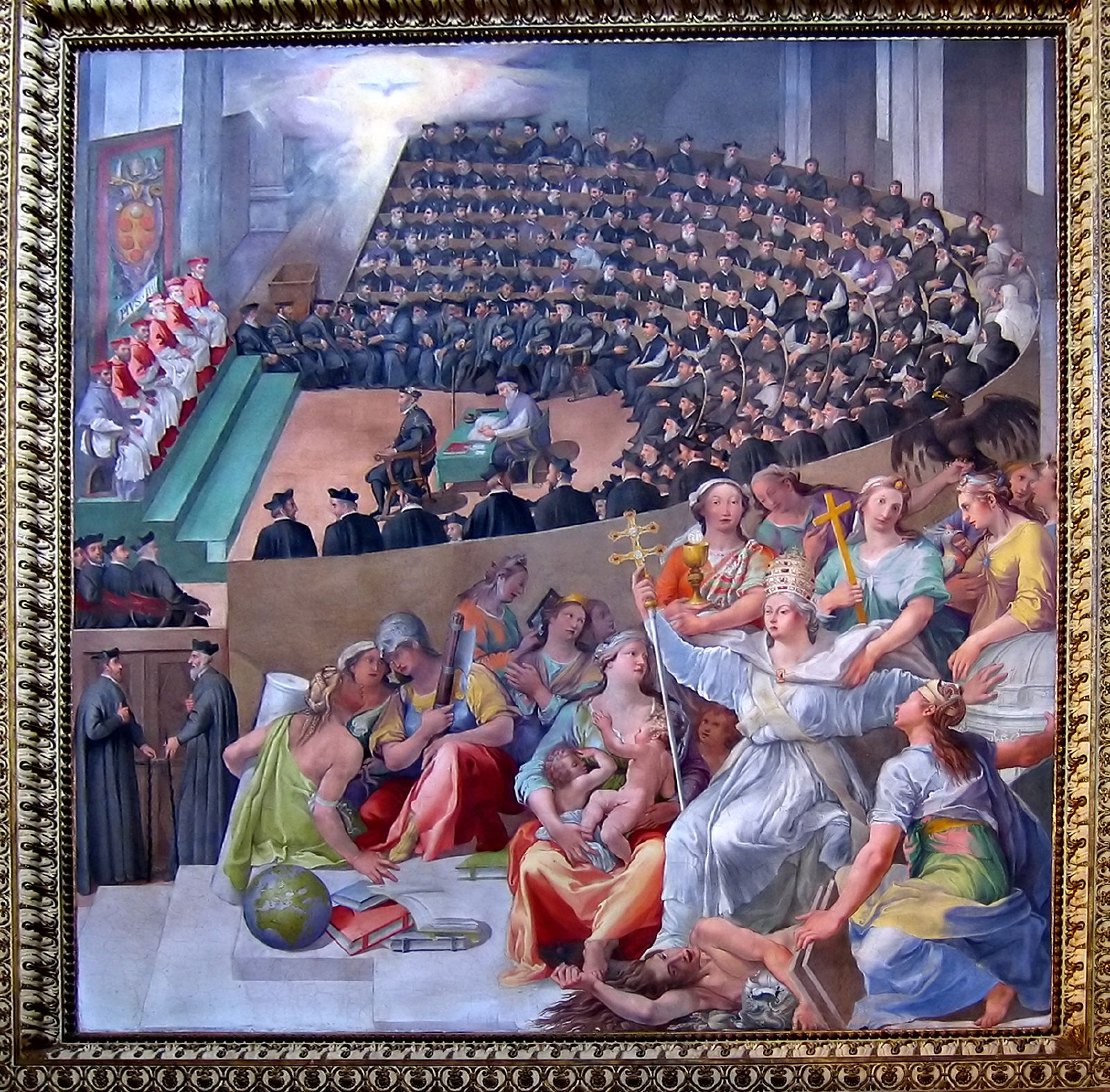
El Concilio en una obra de Pasquale Cati.

El Concilio de Trento  fue un concilio ecuménico de la Iglesia católica desarrollado en periodos discontinuos durante veinticinco sesiones entre los años 1545 y 1563. 
Tuvo lugar en Trento, Sacro Imperio Romano Germánico, una ciudad del norte de la Italia actual, regida por el príncipe-obispo Cristoforo Madruzzo. Se convocó en parte como respuesta a la Reforma protestante, pero también con el fin de aclarar diversos puntos doctrinales. Sus objetivos fueron definir la doctrina católica y disciplinar a sus miembros condenando la Reforma Protestante, considerada por la Santa Sede como una herejía. Fue el concilio más influyente y su importancia histórica se debe a haber definido la doctrina de la Iglesia sobre la Sagrada Escritura, la Tradición, los Sacramentos y el celibato, prohibiendo el casamiento de los sacerdotes, la afirmación de la supremacía de la autoridad papal, el  decreto de la fundación de los seminarios y la delimitación de los campos de aplicación de los teólogos. El concilio definió las nuevas normas dogmáticas, litúrgicas y éticas de la Iglesia, en especial las prácticas rechazadas por los protestantes: presencia real de Cristo en la Eucaristía, justificación por la fe y por las obras, conservación de los siete sacramentos, las indulgencias y la veneración de la Virgen María y los santos.

## Contexto histórico
Desde 1518, los protestantes alemanes reclamaban la convocatoria de un concilio alemán, y el emperador Carlos I de España y V del Sacro Imperio Romano Germánico intentó cerrar las diferencias entre católicos y reformistas para hacer frente a la amenaza turca. En la Dieta de Worms (1521) se intentaron zanjar las disputas, pero sin éxito. Martín Lutero (a quien Carlos V permitió que fuera convocado a dicha Dieta) acusó a Roma de ejercer la tiranía, y el emperador se comprometió por escrito a defender la fe católica, incluso con las armas. En las Dietas posteriores, los príncipes alemanes, tanto protestantes como católicos, continuaron insistiendo en un concilio.
En vista de la situación, hubo grandes presiones del emperador sobre el papa Clemente VII para que lo convocara, a lo que este se resistía. Al cabo de un tiempo, en 1529, el Papa se comprometió a ello, pero la oposición del legado papal en la Dieta de Augsburgo de 1530 retrasó de nuevo el proyecto. Sin embargo, el principal responsable de que no se llegara a convocar fue la férrea oposición del rey Francisco I de Francia, ya que para que el concilio tuviese éxito era necesaria la aprobación de la mayoría de los monarcas.
Desde antes de esta crisis extrema, la Iglesia católica había intentado mejorar. Se pueden mencionar a los cardenales Francisco Jiménez de Cisneros y Pedro González de Mendoza o al arzobispo de Granada Hernando de Talavera, que en el siglo XV, durante el reinado de los Reyes Católicos en España se dedicaron a mejorar la moral de la institución, nombrando obispos de grandes cualidades y fundando centros educativos. En Italia, se había creado una asociación de seglares piadosos y clérigos, llamada el Oratorio del Amor Divino, que inició sus actividades secretas en 1517, sobre la base del amor al prójimo. Estos intentos, sin embargo, no bastaban. En Alemania se destacó la labor del obispo Nicolás de Cusa.
Fue Paulo III, que había vivido las luchas en Italia, quien asumió el compromiso de unificar a los católicos, logrando la reunión de un Concilio, después de que varios Papas lo hubieran intentado sin éxito. Al principio fue admirador del humanista y teólogo cristiano Erasmo de Róterdam y vio factible una posible reconciliación con los protestantes, pero luego acabó desechando esa posibilidad.

## Convocatoria
Paulo III intentó reunir el concilio primero en Mantua, en 1537, y luego en Vicenza, en 1538, al mismo tiempo que negociaba en Niza una paz entre Carlos V y Francisco I. Tras diversos retrasos, convocó en Trento (Italia) un Concilio General de la Iglesia el 13 de diciembre de 1545, que trazó los alineamientos de las reformas católicas (luego conocidas como Contrarreforma). En la primera sesión se contó con la presencia de veinticinco obispos y cinco superiores generales de órdenes religiosas. Las reuniones, que sumaron en total 25, con suspensiones esporádicas, se prolongaron hasta el 4 de diciembre de 1563.
El espíritu e idea del concilio fue plasmada por la gestión de los jesuitas Diego Laínez, Alfonso Salmerón y Francisco Torres. La filosofía le fue inspirada por Cardillo de Villalpando y las normas prácticas, sobre sanciones de conductas, tuvieron como exponente principal al obispo de Granada, Pedro Guerrero.
En este concilio, que culminó bajo el mandato del papa Pío IV, se decidió que los obispos debían presentar capacidad y condiciones éticas intachables, se ordenaban crear seminarios especializados para la formación de los sacerdotes y se confirmaba la exigencia del celibato clerical. Los obispos no podrían acumular beneficios y debían residir en su diócesis.
Se impuso, en contra de la opinión protestante, la necesidad de la existencia mediadora de la Iglesia, como Cuerpo de Cristo, para lograr la salvación del hombre, reafirmando la jerarquía eclesiástica, siendo el papa la máxima autoridad de la Iglesia. Se ordenó, como obligación de los párrocos, predicar los domingos y días de fiestas religiosas, e impartir catequesis a los niños. Además, debían registrar los nacimientos, matrimonios y fallecimientos.
Reafirmaron la validez de los siete sacramentos y la necesidad de la conjunción de la fe y las obras, sumadas a la influencia de la gracia divina, para lograr la salvación, restando crédito a Lutero que sostenía que el hombre se salva por la sola fe  sin conjunción con las obras que realizase. También se opuso a la tesis de la predestinación de Calvino, quien aseguró que el hombre está predestinado a su salvación o condena. En refutación a esa idea, la iglesia sostuvo que el hombre puede realizar obras buenas, ya que el pecado original no destruye la naturaleza humana, sino que solamente la daña.
Los santos fueron reivindicados al igual que la misa, y se afirmó la existencia del purgatorio. Para cumplir sus mandatos, se creó la Congregación del Concilio, dándose a conocer sus disposiciones a través del “Catecismo del Concilio de Trento”.
Se reinstauró la práctica de la Inquisición, que había surgido en el siglo XIII, para depurar a Francia de los herejes albigenses. Establecida en España en el año 1478, se propagó por varios países europeos bajo la denominación de Santo Oficio, con la finalidad de promover y tutelar la doctrina de la fe y la moral en el mundo católico, y perseguir cualquier posible herejía o desviación doctrinal. El protestantismo fue perseguido por la Inquisición en varios países, pero fue principalmente efectiva para con ellos en España, Italia y Portugal.
También creó el Índice, en 1557, por el cual se estableció una censura contra la publicación de pensamientos que pudieran ser contrarios a la fe católica, quemándose muchos libros considerados heréticos.
Posteriormente al Concilio, en 1592, se publicó una edición definitiva de la Biblia, sosteniéndola como fuente de la revelación de la verdad divina, pero otorgando también dicho carácter a la Tradición, negándose su libre interpretación, al considerar ésta una tarea del Papa y los obispos, herederos de San Pedro y los apóstoles, a quienes Cristo les asignó esa misión. [cita requerida]

## Desarrollo
Finalmente se convocó un concilio difícil y con continuas interrupciones, en el que se pueden distinguir hasta tres periodos con tres papas diferentes: Paulo III, Julio III y Pío IV.
Paulo III siempre había sido muy favorable, como cardenal, a la celebración de un concilio general, que finalmente convocó para mayo de 1537 en la ciudad de Mantua. Pero sufrió sucesivos aplazamientos y cambios de lugar por variados motivos:
- La mayoría de los prelados se mostraban reacios a celebrar un concilio en aquel momento.
- Los príncipes alemanes protestantes, reunidos en la ciudad de Esmalcalda en 1535 (la Liga de Esmalcalda), cambiaron de estrategia y también se opusieron.
- Los impedimentos puestos por Enrique VIII de Inglaterra y, sobre todo, por Francisco I de Francia.
- El progresivo distanciamiento de Carlos I y el papa Paulo III. Los dos monarcas cristianos más importantes de aquel momento, Carlos I de España y Francisco I de Francia, estaban continuamente enzarzados entre ellos en disputas y conflictos militares. El monarca francés tenía una actitud cambiante y ambigua frente al papa, la amenaza turca y los protestantes, mientras que Carlos I se mostró claro y decidido en estos temas. A pesar de ello, el papa siempre aparecía neutral en sus disputas, lo que irritaba profundamente al emperador.

Finalmente, el 13 de diciembre de 1545 se pudo declarar abierto el concilio en la ciudad de Trento. En marzo de 1547 se trasladó a Bolonia debido a una plaga, aunque parte de los obispos se negaron a desplazarse. Tras varias disputas se acabó prorrogando de manera indefinida en septiembre de 1549. Paulo III murió en noviembre de 1549.
Julio III, nombrado papa en 1550, entabló inmediatamente negociaciones con Carlos I para reabrir el concilio, lo que tuvo lugar en Trento el 1 de mayo de 1551, pero apenas se celebraron unas pocas sesiones. El elector Mauricio de Sajonia, aliado de Carlos I, lanzó un ataque furtivo sobre este. Tras derrotar a las tropas imperiales, avanzó sobre el Tirol, con lo que puso en peligro a la propia ciudad de Trento. Esta amenaza provocó una nueva interrupción en abril de 1552. Julio III murió en 1555.
Tras el corto papado de Marcelo II (23 días), fue elegido Paulo IV en 1555. Llevó a cabo reformas en la Iglesia, pero no convocó la continuación del concilio. Carlos I de España abdicó en 1556 y dividió sus estados entre su hijo Felipe (Felipe II de España) y su hermano Fernando de Austria.
Pío IV fue elegido papa en 1559 y se mostró en seguida dispuesto a proseguir el concilio. Sin embargo, Fernando I prefería un concilio nuevo en una ciudad diferente a Trento y, además, los protestantes se oponían frontalmente a un concilio. Tras nuevos retrasos se reabrió el 18 de enero de 1562 y ya continuó hasta su clausura el 4 de diciembre de 1563. Constituye el periodo conciliar más importante de los tres.
El emperador intentó, al igual que hizo en su momento con la Dieta de Worms, que estuvieran representadas todas las partes, incluyendo a los protestantes, para que el concilio fuese verdaderamente ecuménico. Reiteró las invitaciones a los protestantes en los tres periodos y les ofreció salvoconductos. Sin embargo, solo tenían derecho de palabra; al haber sido excomulgados, no tenían derecho a voto. Esto, unido a las frecuentes escaramuzas militares y al complicado mapa político alemán, hizo que finalmente no acudiesen delegados protestantes.
El número de asistentes varió considerablemente entre los tres periodos. Los nombres que merecen destacarse por sus contribuciones son Domingo de Soto O.P., Diego Laínez S.J., Alfonso Salmerón S.J., Reginaldo Pole, Jerónimo Seripando O.S.A., Melchor Cano O.P. y Johannes Azra. Los teólogos y prelados españoles e italianos fueron los más importantes, tanto por su número como por la influencia que ejercieron.

## Metodología del Concilio
Trento tuvo una actitud de apertura a escuchar las distintas escuelas teológicas; es decir, no es cierto que el concilio se cerrase al pluralismo teológico. El Concilio de Trento abordó dos temas fundamentales:

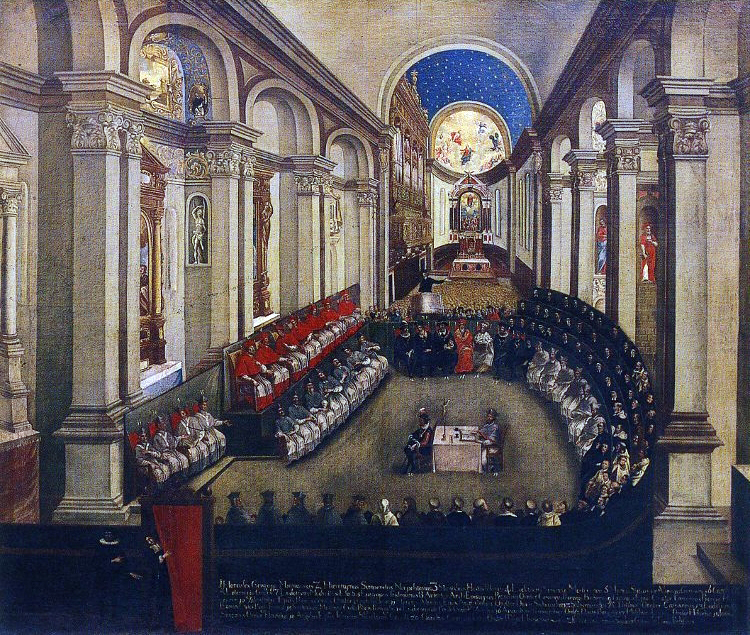
Una sesión del Concilio de Trento en Santa María Maggiore.

1. Los fundamentos de la fe donde se contiene la revelación. Los protestantes dirán que el único principio de la fe es la Sola Scriptura, pero esto no lo pueden admitir los católicos por ir contra el Magisterio de la Iglesia. Por tanto, Trento promulga un Decreto sobre los libros sagrados y las Tradiciones. ¿Dónde se contiene la revelación?  El concilio afirma que se contiene in libris scriptis et sine scripto traditionibus (en los libros escritos y las tradiciones no escritas). ¿Cuál es la relación entre Escritura y Tradición?, es decir, ¿se contiene la revelación como parte en la Sagrada Escritura y parte en la Tradición? El concilio no se pronuncia. La primera redacción del decreto decía partim... partim, pero esto se sustituyó por un et en la redacción definitiva.
2. ¿Qué tradiciones son éstas? Para los protestantes son creaciones humanas/costumbres eclesiásticas. El concilio dice que se trata de las Traditiones tum ad fidem tum ad mores pertinentes (tradiciones relativas a la fe o las costumbres). El problema son las tradiciones pertenecientes ad mores /costumbres o a los fundamentos del actuar cristiano. ¿Contienen las costumbres eclesiásticas la Revelación? ¿Pertenecen a la Tradición constitutiva de la Revelación? El concilio no detalla más.

El problema está en distinguir qué elementos pertenecen a las tradiciones eclesiásticas y qué elementos a la Tradición constitutiva. Hay, pues, que interpretar.

## Acuerdos adoptados en las sesiones

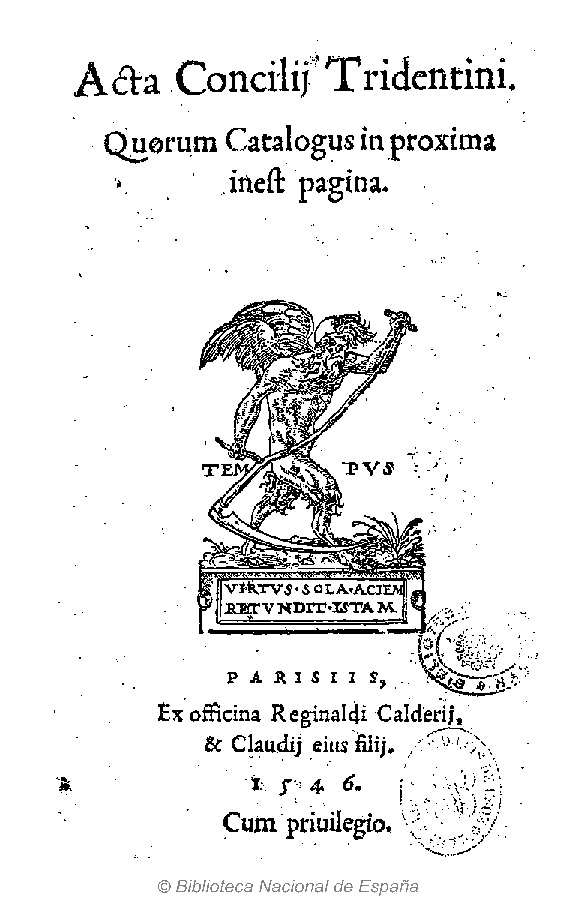
Acta Concilij Tridentini, 1546.

Sesiones I y II: Celebradas el 13 de diciembre de 1545 y el 7 de enero de 1546, respectivamente. Cuestiones preliminares y orden del concilio.
III: Celebrada el 4 de febrero de 1546. Se reafirmó el Credo Niceno-constantinopolitano.
IV: Celebrada el 8 de abril de 1546. Aceptación de los Libros Sagrados y la Tradición Apóstolica. Se declararon la Tradición apostólica y las Sagradas Escrituras como las dos fuentes de la revelación. La Vulgata se consideró la traducción aceptada de la Biblia.
V: Celebrada el 17 de junio de 1546. Decreto sobre el Pecado original.
VI: Celebrada el 13 de enero de 1547. Decreto de la Justificación en 16 capítulos (se reafirmó el valor de la fe junto al de las buenas obras). Cánones sobre la justificación. Esta fue la sesión más importante del primer período.
VII: Celebrada el 3 de marzo de 1547. Cánones sobre los sacramentos en general. Cánones sobre el sacramento del bautismo. Cánones sobre el sacramento de la confirmación. Reforma de pluralidades, exenciones y asuntos legales del clero.
VIII: Celebrada el 11 de marzo de 1547. Se acepta el traslado a Bolonia para huir de la peste.
IX: Celebrada el 21 de abril de 1547 en Bolonia. Prórroga de la sesión.
X: Celebrada el 2 de junio de 1547 en Bolonia. Prórroga de la sesión.
Suspensión del concilio por el papa.
XI: Celebrada el 1 de mayo de 1551. Continuación del concilio.
XII: Celebrada el 1 de septiembre de 1551. Prórroga.
XIII: Celebrada el 11 de octubre de 1551. Decreto y cánones sobre el sacramento de la Eucaristía. Reforma de la jurisdicción episcopal y de la supervisión de los obispos.
XIV: Celebrada el 25 de noviembre de 1551. Doctrina y cánones sobre el sacramento de la penitencia y la extremaunción.
XV: Celebrada el 25 de enero de 1552. No se toman decisiones.
XVI: Celebrada el 28 de abril de 1552.
Acuerdo de suspensión del concilio.
XVII: Celebrada el 18 de enero de 1562. Reapertura del concilio.
XVIII: Celebrada el 26 de febrero de 1562. Necesidad de una lista de libros prohibidos.
XIX: Celebrada el 14 de mayo de 1562. Prórroga.
XX: Celebrada el 4 de junio de 1562. Prórroga.
XXI: Celebrada el 16 de julio de 1562. Doctrina y cánones sobre la comunión bajo las dos especies y la comunión de los párvulos. Reforma de la ordenación, el sacerdocio y la fundación de nuevas parroquias.
XXII: Celebrada el 17 de septiembre de 1562. Doctrina acerca del santísimo sacrificio de la Misa. La Eucaristía se definió dogmáticamente como un auténtico sacrificio expiatorio en el que el pan y el vino se transformaban en la carne y sangre auténticas de Cristo. Reforma de la moral del clero, la administración de fundaciones religiosas y los requisitos para asumir cargos eclesiásticos.
XXIII: Celebrada el 15 de julio de 1563. Doctrina y cánones sobre el sacramento del orden (la ordenación). Jerarquía eclesiástica. Obligación de residencia. Regulación de los Seminarios.
XXIV: Celebrada el 11 de noviembre de 1563. Doctrina sobre el sacramento del matrimonio. Se reafirmó la excelencia del celibato. Reforma de obispos y cardenales.
XXV: Celebrada los días 3 y 4 de diciembre de 1563. Decreto sobre el purgatorio. Se reafirman la existencia del purgatorio y la veneración de los santos y reliquias. Reforma de las órdenes monásticas. Supresión del concubinato en eclesiásticos. Se dejó al Papa la tarea de elaborar una lista de libros prohibidos, la elaboración de un catecismo y la revisión del Breviario y del Misal. De la Trinidad y Encarnación (contra los unitarios). Profesión tridentina de fe. Clausura del concilio.

## Comentarios finales
Aunque no consiguió reunificar la cristiandad, el Concilio de Trento supuso para la Iglesia católica una profunda catarsis.
Se convocó como respuesta a la Reforma Protestante para aclarar diversos puntos doctrinales. También abolió los ritos eucarísticos locales, respetando solo aquellos que atestaban de más de dos siglos de antigüedad (rito mozárabe, rito lionés, rito ambrosiano) y estableció el rito de la ciudad de Roma conocido como Misa Tridentina, como rito de toda la iglesia latina. Desde un punto de vista doctrinal, es uno de los concilios más importantes e influyentes de la historia de la Iglesia católica.
Por otro lado se abordó la reforma de la administración y disciplina eclesiásticas. El concilio eliminó algunas acciones, como la mal llamada "venta de indulgencias" o la educación de los clérigos, y obligó a los obispos a residir en sus obispados, con lo que se evitó la acumulación de cargos.
Sus decisiones giraron sobre cuatro puntos principales:
1. Contra los protestantes, que admitían como única autoridad infalible la de las Escrituras, afirmó que la tradición (las enseñanzas recibidas por los Apóstoles por medio oral, y conservadas a través de los siglos en los textos de los Padres Apostólicos, de los Padres del desierto y de los Padres de la Iglesia, la sucesión petrina ininterrumpida del Primado de Roma y los Concilios) constituye, con las Escrituras, uno de los fundamentos de la fe, y recomendó para el estudio bíblico, la Biblia Vulgata, traducción latina hecha por San Jerónimo, sobre textos griegos de los primeros siglos.
2. Confirmó y definió los dogmas y prácticas rechazadas por los protestantes (presencia real de Cristo en la Eucaristía, justificación por la fe y por las obras, conservación de los siete sacramentos, las indulgencias, la veneración de la Virgen María y los santos, etc.), fijando con nitidez la frontera entre la ortodoxia y las nuevas herejías, consumando la diferenciación clara entre la Iglesia Apostólica y los movimientos reformadores surgidos del luteranismo.
3. Adoptó medidas para asegurar a la Iglesia un clero más moral y más instruido (prohibición del casamiento de los sacerdotes, prohibición de acumular beneficios, obligación de residencia para obispos y curas, creación de seminarios para la formación de sacerdotes, etc.).
4. Fortificó la jerarquía y, con ello, la unidad católica, al afirmar enérgicamente la supremacía del papa, «Pastor Universal de toda la Iglesia» e, implícitamente, su superioridad sobre los concilios.

Además enseñó que:

La doctrina católica, tal cual la expuso el concilio de Trento, es que los que salen de vida en gracia y caridad, pero no obstante deudores de las penas que la divina justicia se reservó, las padecen en la otra vida. Esto es lo que se nos propone creer acerca de las almas detenidas en el purgatorio.
Art. "Purgatorio," en el Diccionario Enciclopédico Hisp.-Amer.

El Concilio (trentino) enseña: a. Que después de la remisión de la culpa y de la pena eterna, queda un reato de pena temporal. b. Que si no se ha satisfecho en esta vida debe satisfacerse en el purgatorio. c. Que las oraciones y buenas obras de los vivos son útiles a los difuntos para aliviar y abreviar sus penas. d. Que el sacrificio de la misa es propiciatorio y aprovecha a los vivos lo mismo que a los difuntos en el purgatorio.
Art. "Purgatorio," en el Diccionario de ciencias eclesiásticas, por Perujo y ángulo (Barcelona, 1883-1890).